# Allan Arigoni
Allan Arigoni (Zúrich, 4 de noviembre de 1998) es un futbolista suizo. Juega de defensa en el F. C. Lugano de la Superliga de Suiza.

## Trayectoria
El 18 de agosto de 2017, Arigoni firmó un contrato profesional con Grasshopper. Arigoni hizo su debut profesional para el equipo en una victoria 1-0 sobre el FC Zürich el 25 de febrero de 2018.

## Clubes
| Club                  | País           | Año       |
| --------------------- | -------------- | --------- |
| Grasshopper           | Suiza          | 2018-2022 |
| F. C. Lugano          | Suiza          | 2022-     |
| Chicago Fire (cedido) | Estados Unidos | 2024      |